# Кулакула
Кулакула (фидж. Culacula) — боевая и палица, короткодревковое ударно-дробящее холодное оружие племен острова Фиджи.

## Описание
Кулакула предназначалась для нанесения рубящих ударов. Она представляет собой дубинку из дерева, длиной около 100 см. Состоит из круглой расширяющейся рукояти и ударно-боевой части в виде плоского, ромбовидного утолщения в форме весла. Встречаются палицы, где навершье делится на нескольких секций. По всей длине дубинки проходит ребро жесткости. Кулакула имеет широкое лезвие, которое вожди и жрецы использовали для отражения стрел на полях сражений.
В основном дубинку производят из цельного бруска железного дерева или других деревьев твердых пород.
Кулакула используется этническими группами островов Фиджи не только как оружие, но и как символ статуса его владельца.